# Rivula niphodesma
Rivula niphodesma là một loài bướm đêm trong họ Erebidae.